# Erastria dissimilaria
Erastria dissimilaria là một loài bướm đêm trong họ Geometridae.